# Tom Watson (Golfspieler)
Thomas Sturges Watson (* 4. September 1949 in Kansas City, Missouri) ist ein US-amerikanischer Profigolfer. Mit seinen acht Major Turniersiegen, davon allein fünfmal die British Open, zählt er zu den erfolgreichsten Spielern.

## Karriere
Watsons Golfkarriere begann 1971, nachdem er an der Stanford University seinen Abschluss in Psychologie gemacht hatte. Mit der Saison 1974 begann dann seine erfolgreichste Zeit auf der PGA Tour, die bis 1984 anhielt. Ab den späten 1980er Jahren konnte Watson wegen anhaltender Putt-Probleme seine brillante Form nicht mehr halten. Etwa 10 Jahre später jedoch, im fortgeschrittenen Alter von 47 beziehungsweise 49 Jahren gewann er noch je ein Turnier gegen durchwegs deutlich jüngere Konkurrenz.
Seit 1999 darf Watson bei den Senioren auf der Champions Tour spielen und hat dort bislang fünf Major Titel errungen.
Unvergessen bleiben seine hochklassigen Duelle mit Jack Nicklaus bei der Open Championship 1977 und den US Open 1982. Beide Turniere konnte er dann jeweils im letzten Augenblick für sich entscheiden.
Ein besonders emotionaler Tag war bei den US Open 2003, als Watson in Begleitung seines langjährigen Caddies Bruce Edwards eine sensationelle Eröffnungsrunde von 65 Schlägen gelang und alle wussten, dass es der Abschied des unheilbar an ALS erkrankten Edwards sein würde. Der Caddy starb im Jahr darauf im Alter von 49 Jahren.
Am 19. Juli 2009, als fast 60-jähriger, führte Watson bei der Open Championship ein Loch vor Schluss mit einem Schlag Vorsprung. Er verschob jedoch den siegbringenden Putt am letzten Loch und verlor im anschließenden Stechen gegen seinen 24 Jahre jüngeren Landsmann Stewart Cink.
Tom Watson lebt derzeit mit seiner Frau, 2 Kindern und 3 Stiefkindern in Stillwell, Kansas.

## Ehrungen
- 1987: Bob Jones Award, die höchste Auszeichnung der United States Golf Association.
- 1988: World Golf Hall of Fame, Aufnahme in die Ruhmeshalle des Welt-Golfsports.
- 1992: Old Tom Morris Award
- 1999: Honorary Member of The Royal and Ancient Golf Club of St Andrews

## PGA Tour Siege
- 1974: Western Open
- 1975: Byron Nelson Golf Classic, The Open Championship
- 1977: Bing Crosby National Pro-Am, Andy Williams-San Diego Open, The Masters, Western Open, The Open Championship
- 1978: Joe Garagiola-Tucson Open, Bing Crosby National Pro-Am, Byron Nelson Golf Classic, Colgate Hall of Fame Classic, Anheuser-Busch Golf Classic
- 1979: Sea Pines Heritage Classic, MONY Tournament of Champions, Byron Nelson Golf Classic, Memorial Tournament, Colgate Hall of Fame Classic
- 1980: Andy Williams-San Diego Open, Glen Campbell-Los Angeles Open, MONY Tournament of Champions, Greater New Orleans Open, Byron Nelson Golf Classic, The Open Championship, World Series of Golf
- 1981: The Masters, USF&G New Orleans Open, Atlanta Classic
- 1982: Glen Campbell-Los Angeles Open, Sea Pines Heritage, US Open, The Open Championship
- 1983: The Open Championship
- 1984: Seiko-Tucson Match Play Championship, MONY Tournament of Champions, Western Open
- 1987: Nabisco Championship
- 1996: Memorial Tournament
- 1998: MasterCard Colonial

Major Championships sind fett gedruckt.

## Ergebnisse bei Major-Turnieren
| Turnier               | 1970 | 1971 | 1972 | 1973 | 1974 | 1975 | 1976 | 1977 | 1978 | 1979 | 1980 | 1981 | 1982 | 1983 | 1984 |
| --------------------- | ---- | ---- | ---- | ---- | ---- | ---- | ---- | ---- | ---- | ---- | ---- | ---- | ---- | ---- | ---- |
| The Masters           | CUT  | DNP  | DNP  | DNP  | DNP  | T8   | T33  | 1    | T2   | T2   | T12  | 1    | T5   | T4   | 2    |
| U.S. Open             | DNP  | DNP  | T29  | CUT  | T5   | T9   | 7    | T7   | T6   | CUT  | T3   | T23  | 1    | 2    | T11  |
| The Open Championship | DNP  | DNP  | DNP  | DNP  | DNP  | 1    | CUT  | 1    | T14  | T26  | 1    | T23  | 1    | 1    | T2   |
| PGA Championship      | DNP  | DNP  | DNP  | T12  | T11  | 9    | T15  | T6   | 2    | T12  | T10  | CUT  | T9   | T47  | T39  |

| Turnier               | 1985 | 1986 | 1987 | 1988 | 1989 | 1990 | 1991 | 1992 | 1993 | 1994 | 1995 | 1996 | 1997 | 1998 | 1999 |
| --------------------- | ---- | ---- | ---- | ---- | ---- | ---- | ---- | ---- | ---- | ---- | ---- | ---- | ---- | ---- | ---- |
| The Masters           | T10  | T6   | T7   | T9   | T14  | T7   | T3   | T48  | T45  | 13   | T14  | CUT  | 4    | CUT  | CUT  |
| U.S. Open             | CUT  | T24  | 2    | T36  | T46  | CUT  | T16  | CUT  | T5   | T6   | T56  | T13  | 64   | CUT  | T57  |
| The Open Championship | T47  | T35  | 7    | T28  | 4    | CUT  | T26  | CUT  | CUT  | T11  | T31  | DNP  | T10  | CUT  | CUT  |
| PGA Championship      | T6   | T16  | T14  | T31  | T9   | T19  | CUT  | T62  | 5    | T9   | T58  | T17  | CUT  | CUT  | CUT  |

| Turnier               | 2000 | 2001 | 2002 | 2003 | 2004 | 2005 | 2006 | 2007 | 2008 | 2009 | 2010 | 2011 | 2012 | 2013 | 2014 |
| --------------------- | ---- | ---- | ---- | ---- | ---- | ---- | ---- | ---- | ---- | ---- | ---- | ---- | ---- | ---- | ---- |
| The Masters           | CUT  | CUT  | T40  | CUT  | CUT  | CUT  | CUT  | CUT  | CUT  | CUT  | T18  | CUT  | CUT  | CUT  | CUT  |
| U.S. Open             | T27  | DNP  | DNP  | T28  | DNP  | DNP  | DNP  | DNP  | DNP  | DNP  | T29  | DNP  | DNP  | DNP  | DNP  |
| The Open Championship | T55  | CUT  | CUT  | T18  | DNP  | T41  | T48  | DNP  | CUT  | 2    | CUT  | T22  | T77  | CUT  | T51  |
| PGA Championship      | T9   | T66  | T48  | CUT  | DNP  | DNP  | DNP  | DNP  | DNP  | DNP  | DNP  | DNP  | DNP  | CUT  | CUT  |

| Turnier               | 2015 | 2016 |
| --------------------- | ---- | ---- |
| The Masters           | CUT  | CUT  |
| U.S. Open             | DNP  | DNP  |
| The Open Championship | CUT  | DNP  |
| PGA Championship      | DNP  | DNP  |

DNP = nicht angetreten

WD = zurückgezogen

CUT = am Cut gescheitert

„T“ = geteilter Rang

## Andere Turniersiege
- 1980: Dunlop Phoenix (Japan Golf Tour)
- 1984: Australian Open
- 1992: Hong Kong Open
- 1994: Skins Game
- 1997: Dunlop Phoenix (Japan Golf Tour)

## Champions Tour Siege
- 1999: Bank One Championship
- 2000: IR Senior Tour Championship
- 2001: Senior PGA Championship
- 2002: Senior Tour Championship at Gaillardia
- 2003: Senior British Open, JELD-WEN Tradition
- 2005: Senior British Open, Charles Schwab Cup Championship
- 2007: Outback Steakhouse Pro-Am, Senior British Open
- 2008: Outback Steakhouse Pro-Am, Liberty Mutual Legends of Golf (mit Andy North)
- 2010: Wendy's Champions Skins Game (mit Jack Nicklaus), Mitsubishi Electric Championship at Hualalai
- 2011: Wendy's Champions Skins Game (mit Jack Nicklaus), Senior PGA Championship

Senior Majors sind fett gedruckt.

## Andere Senioren-Turniersiege
- 1999: Wendy's Three-Tour Challenge (mit Jack Nicklaus und Hale Irwin)
- 1999: Diner's Club Matches (mit Jack Nicklaus)
- 2000: Hyundai Team Matches (mit Jack Nicklaus)
- 2004: Wendy's Champions Skins Game
- 2005: Liberty Mutual Legends of Golf – Raphael Division (mit Andy North)
- 2006: Liberty Mutual Legends of Golf – Raphael Division (mit Andy North)
- 2007: Wendy's Champions Skins Game (mit Jack Nicklaus), Liberty Mutual Legends of Golf – Raphael Division (mit Andy North)

## Teilnahme an Mannschaftswettbewerben

### Ryder Cup
- Als Spieler: 1977, 1981, 1983, 1989

Für den Ryder Cup 1979 war Watson gleichfalls qualifiziert, aus privaten Gründen verzichtete er aber auf die Teilnahme
- Als Captain (non playing): 1993, 2014